# Ose dudu

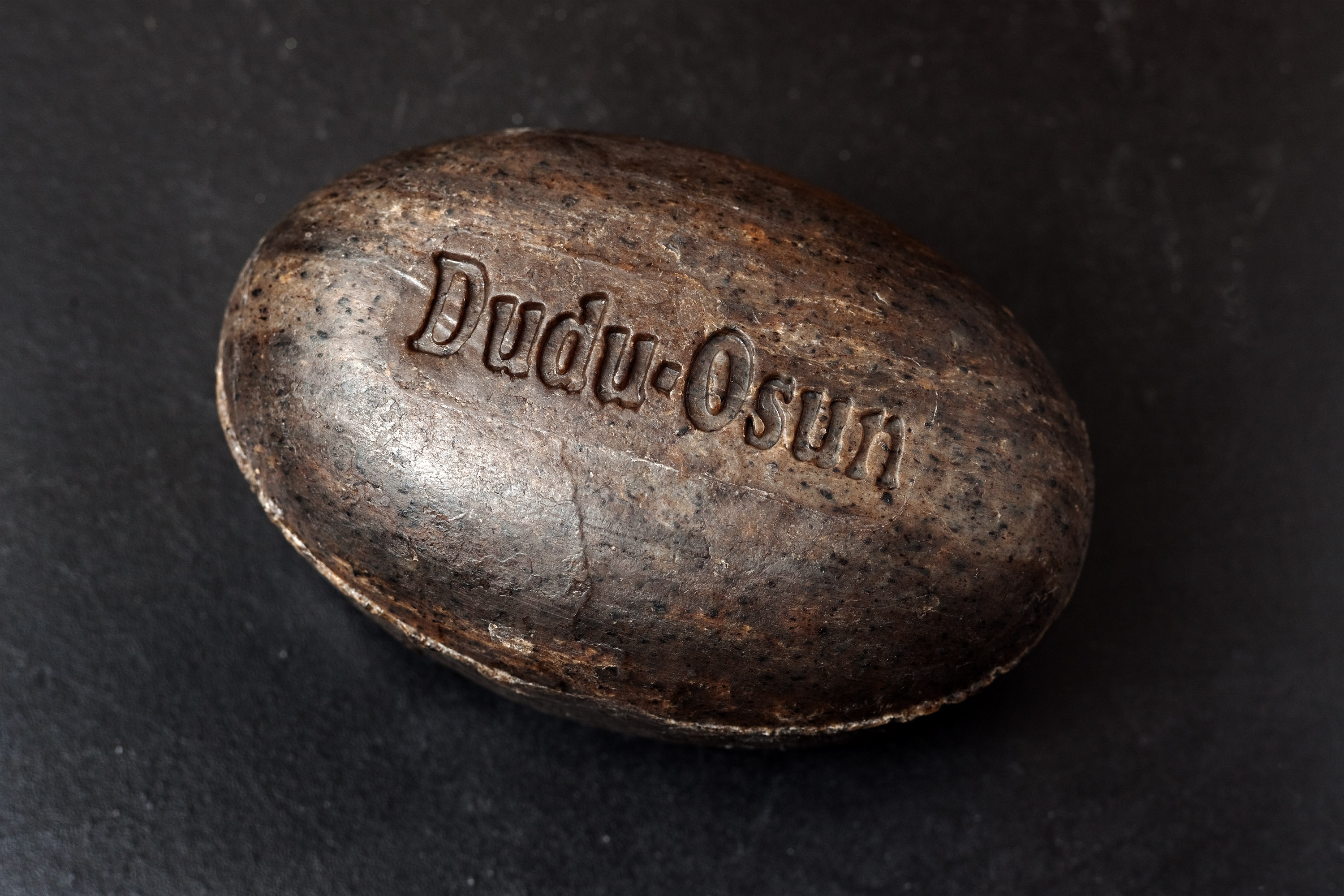
Een stukje dudu osunzeep

Ose dudu of dudu osun is een zwarte zeep, afkomstig uit Nigeria. Deze wordt dagelijks gebruikt bij het baden, maar ook als medicijn. De zeep wordt gemaakt van potas, afkomstig van kruiden en bast en bladeren van verschillende boomsoorten. Deze worden langzaam verkoold, een techniek die "etu" genoemd wordt, wat betekent "verbrande medicijnen". Hieraan dankt de zeep zijn zwarte kleur. Een ander belangrijk ingrediënt is palmolie. Verder worden houtvezels van Baphia nitida toegevoegd om de zeep lekker te laten ruiken. Het recept en de bereidingswijze van de zeep zijn geheim.